# Chinois (keukengerei)

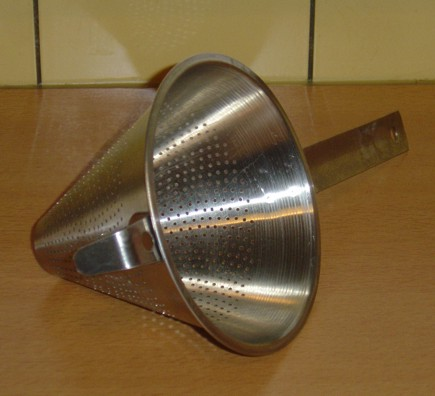
Een chinois of puntzeef

Een chinois is een puntzeef die wordt gebruikt in de keuken om bijvoorbeeld bouillon te "passeren" (= keukenterm voor zeven of filteren). Het voordeel van deze zeefvorm is dat de vloeistof vanwege het Coandă-effect in een straal naar een kleinere pan of schaal kan worden gepasseerd.
Soms wordt in het chinois een passeerdoek gelegd. Dit is een fijne doek die lijkt op een theedoek, maar die speciaal is gemaakt om vloeibare etenswaren heel fijn te kunnen zeven.